# Великобритания (гостиница)
Гостиница «Великобритания» — одно из самых старых зданий в Донецке, расположенное на улице Постышева. Здание гостиницы было построено в 1883 году (по другим источникам в 1880 году). Сначала оно было двухэтажным, но в 1891 году надстроили третий этаж, после чего гостиница стала одним из самых высоких зданий в городе. Также долгое время здание являлось единственной гостиницей в городе.
Гостиницей «Великобритания» владел юзовский предприниматель Хаим Срулевич Соболев. К гостинице примыкал кинотеатр с залом на 350 человек — «иллюзион Соболева» Кроме гостиницы и кинотеатра, Х. С. Соболев имел в собственности завод минеральной воды и лесной склад.

В гостинице останавливались писатели Александр Куприн (приезжавший в Юзовку как корреспондент киевских газет), Александр Серафимович (от газеты «Приазовский край»), Константин Паустовский (приехавший на Юзовский завод в качестве приёмщика снарядов), Владимир Маяковский и инженеры И. П. Бардин, М. А. Павлов.

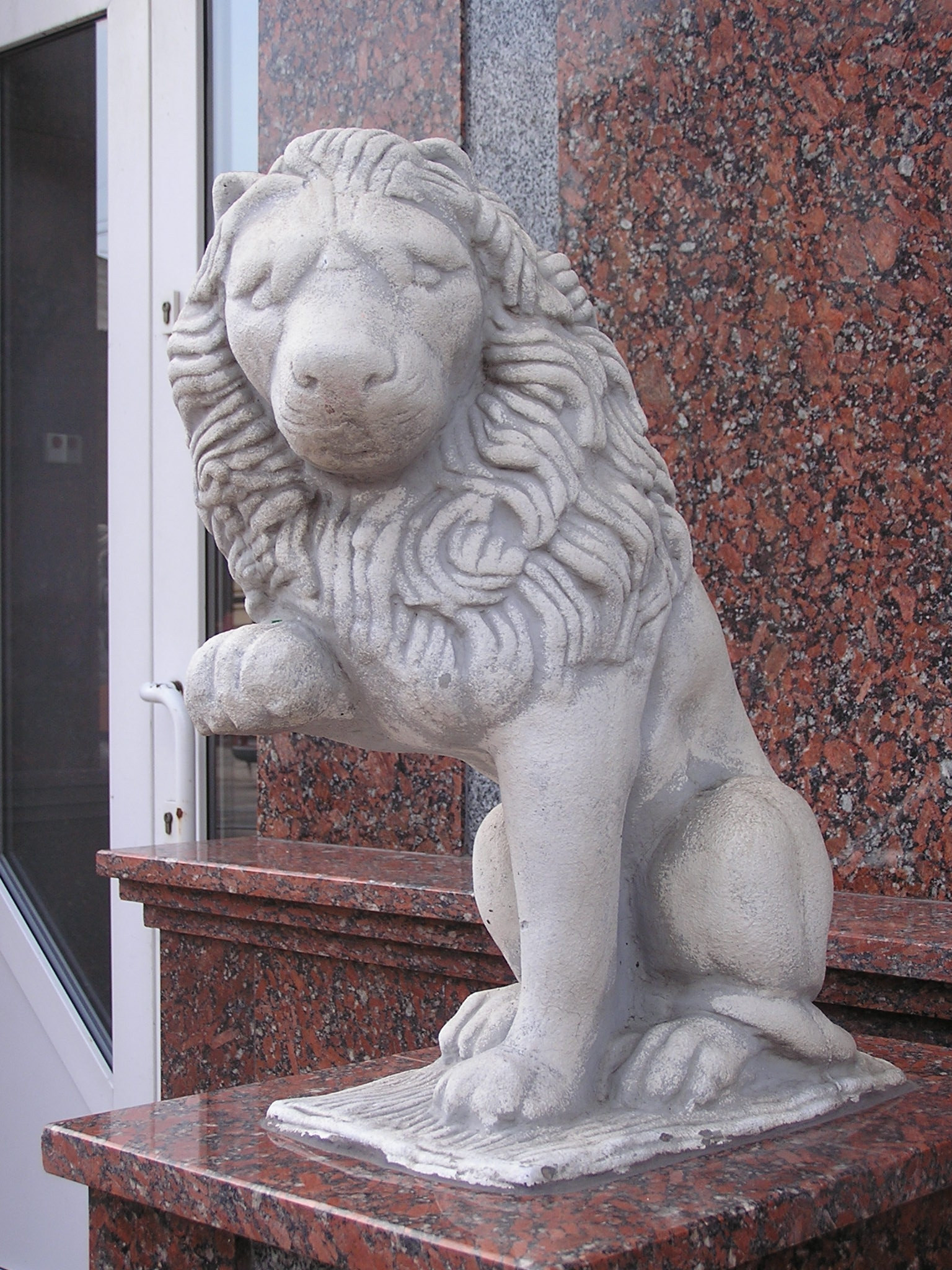
Лев у входа в гостиницу «Великобритания»

В «Повести о жизни» Паустовского вошла одноимённая глава с описанием гостиницы. Паустовский описывал гостиницу так:
Стены её были выкрашены в цвет грязного мяса. Но это владельцу гостиницы показалось скучным. Он приказал покрыть стены модной тогда декадентской росписью — белыми и лиловыми ирисами и кокетливыми головками женщин, выглядывавшими из водяных лилий.
Во время немецкой оккупации Донецка в годы Великой Отечественной войны в гостинице был бордель для немецких офицеров.
В настоящее время в здании находится двухзвёздочная гостиница с тем же названием — «Великобритания».